# Edgar Blanco
Edgar Enrique Blanco Rand (Santiago, diciembre de 1983) es un ingeniero civil industrial y político chileno, militante de Renovación Nacional (RN). Desde enero de 2021 hasta marzo de 2022, se desempeñó como subsecretario de Minería de su país bajo el segundo gobierno del presidente Sebastián Piñera. Anteriormente fue Intendente de la Región de Antofagasta, desde 2019 hasta 2021.

## Familia y estudios
Hijo del matrimonio formado por Edgar Fernando Blanco Castro y Elisa del Carmen Rand Ortíz. Realizó sus estudios superiores en la carrera de ingeniería civil industrial en minería en la Pontificia Universidad Católica (PUC), y luego cursó un magíster en ingeniería de economía de minerales de la misma casa de estudios.
Está casado y es padre de tres hijos.

## Trayectoria profesional
Durante su carrera profesional ha trabajado con la pequeña, mediana y gran minería. Se ha desempeñado en explotación de minas de rajo abierto y subterránea. Por otra parte, dentro de su experiencia laboral destacan cargos de gerencia general, operaciones y en áreas de proyectos en empresas de minería.

## Trayectoria política
El 22 de marzo de 2018 fue designado —por el presidente Sebastián Piñera— como secretario regional ministerial (Seremi) de Obras Públicas en la Región de Antofagasta, cargo que desempeñó hasta el 22 de octubre de 2019, fecha en la cual fue reasignado por Piñera como Intendente de esa región. Luego, el 6 de enero de 2021, fue nuevamente movido de su cargo para asumir esta vez como subsecretario de Minería, tras la renuncia de Iván Cheuquelaf.